# 燕遇明
燕遇明（1907年—1982年），原名志㑺、志隽，笔名燕燕、遇明、燕素等，男，山东泰安人，中国作家，中共青岛市委宣传部原副部长，山东省文学艺术界联合会原副主席、党组书记。